# Piancó (ort)
Piancó är en ort i Brasilien.   Den ligger i kommunen Piancó och delstaten Paraíba, i den östra delen av landet, 1 400 km nordost om huvudstaden Brasília. Piancó ligger 268 meter över havet och antalet invånare är 10 481.
Terrängen runt Piancó är platt åt nordväst, men åt sydost är den kuperad. Runt Piancó är det glesbefolkat, med 12 invånare per kvadratkilometer.. Det finns inga andra samhällen i närheten.
Omgivningarna runt Piancó är huvudsakligen savann.